# بالي (روسيا)
بالي (بالروسية: Балей) هي إحدى مدن روسيا في الكيان الفدرالي الروسي تشيتا أوبلاست.